# Ostenfeld (Husum)
Ostenfeld (frisó septentrional Aastenfäil, danès Østerfjolde, jutlandès meridional Østenfjolj) és un municipi del districte de Nordfriesland, dins l'Amt Nordsee-Treene, a l'estat alemany de Slesvig-Holstein. És a 12 kilòmetres de Husum, i limita amb Wittbek al nord, amb Oldersbek a l'oest i amb Winnert al sud. El 31 de desembre del 2023 tenia 1.569 habitants.